# Rąbinek (Inowrocław)
Rąbinek – część miasta / dzielnica Inowrocławia, dawniej wieś.
Znajduje się tutaj kilka małych prywatnych sklepów.
Niedaleko znajduje się galeria Solna oraz kościół.
Około 100 osób było zameldowanych na Rąbinku w 2007.
Zabudowa to przeważnie domy jednorodzinne oraz nieistniejący już Zakład Taboru wraz ze Stacją PKP Inowrocław Rąbinek. We wsi majątek posiadał założyciel Parku Solankowego – dr Zygmunt Wilkoński. Po II wojnie światowej majątek przekształcono w PGR. 